# 2022–2023-as UEFA-bajnokok ligája (selejtezők)
A 2022–2023-as UEFA-bajnokok ligája selejtezőit öt fordulóban bonyolították le 2022. június 21. és augusztus 24. között. A bajnoki ágon azok a bajnokcsapatok szerepeltek, amelyek indulási jogot szereztek és nem kerültek közvetlenül a csoportkörbe. A nem bajnoki ágon azok a csapatok szerepeltek, amelyek nem voltak bajnokcsapatok, de indulási jogot szereztek és nem kerültek közvetlenül a csoportkörbe.
A bajnoki ágon 42 csapatból 4, a nem bajnoki ágon 11 csapatból 2 csapat jutott be a 32 csapatos csoportkörbe.

## Lebonyolítás

### Bajnoki ág
A bajnoki ág a következő fordulókat tartalmazza:
- Előselejtező (4 csapat): 4 csapat lépett be a körben.
- 1. selejtezőkör (30 csapat): 29 csapat lépett be a körben, és 1 győztes az előselejtezőből.
- 2. selejtezőkör (20 csapat): 5 csapat lépett be a körben, és 15 győztes az 1. selejtezőkörből.
- 3. selejtezőkör (12 csapat): 2 csapat lépett be a körben, és 10 győztes a 2. selejtezőkörből.
- Rájátszás (8 csapat): : 2 csapat lépett be a körben, és 6 győztes a 3. selejtezőkörből.

A rájátszás 4 győztes csapata továbbjutott a csoportkörbe.
A vesztes csapatok átkerültek az Európa-ligába és a UEFA Európa Konferencia Ligába a következők szerint:
- Az előselejtező 3 vesztes csapata és az 1. selejtezőkör 13 vesztes csapata átkerült az Európa Konferencia Liga bajnoki ágának 2. selejtezőkörébe.
- Az 1. selejtezőkör 2, kisorsolt vesztes csapata átkerült az Európa Konferencia Liga bajnoki ágának 3. selejtezőkörébe.
- A 2. selejtezőkör 10 vesztes csapata átkerült az Európa-liga 3. selejtezőkörébe.
- A 3. selejtezőkör 6 vesztes csapata átkerült az Európa-liga rájátszásába.
- A rájátszás 4 vesztes csapata átkerült az Európa-liga csoportkörébe.

### Nem bajnoki ág
A nem bajnoki ág a következő fordulókat tartalmazta:
- 2. selejtezőkör (4 csapat): 4 csapat lépett be a körben.
- 3. selejtezőkör (8 csapat): 6 csapat lépett be a körben, és 2 győztes a 2. selejtezőkörből.
- Rájátszás (4 csapat): : 4 győztes a 3. selejtezőkörből.

A rájátszás 2 győztes csapata továbbjutott a csoportkörbe.
A vesztes csapatok átkerültek az Európa-ligába a következők szerint:
- A 2. selejtezőkör 2 vesztes csapata átkerült a főág 3. selejtezőkörébe.
- A 3. selejtezőkör 4 vesztes csapata és a rájátszás 2 vesztes csapata átkerült a csoportkörbe.

## Formátum
Az előselejtező egymérkőzéses elődöntő-döntő rendszerű volt. A két párosítás győztese döntőt játszott, amelynek a győztese jutott tovább. Ha a mérkőzésen a rendes játékidő végén döntetlen volt az eredmény, akkor 2x15 perces hosszabbítást játszottak. Ha a hosszabbítás után is döntetlen volt az állás, akkor büntetőpárbajra került sor.
A többi forduló párosításait oda-visszavágós rendszerben játszották. Mindkét csapat játszott egyszer pályaválasztóként. A két találkozó végén az összesítésben jobbnak bizonyuló csapat jutott tovább a következő körbe. Ha az összesítésnél az eredmény döntetlen volt, akkor 30 perces hosszabbítást játszottak a visszavágó rendes játékidejének lejárta után. Ha a hosszabbítás után is döntetlen volt az állás, akkor büntetőpárbajra került sor.
A sorsolásoknál az UEFA-együtthatók alapján a csapatokat kiemelt és nem kiemelt csapatokra osztották. A kiemelt csapat egy nem kiemelt csapatot kapott ellenfélül. Ha a sorsoláskor a csapat kiléte nem ismert, akkor az adott párosításban a magasabb együtthatót vették alapul. A sorsolások előtt az UEFA csoportokat alakított ki, amelyeknek a lebonyolítás szempontjából nem volt jelentősége. Azonos tagországba tartozó csapatok, illetve politikai okok miatt, az UEFA által eldöntött esetekben nem voltak sorsolhatók egymással.

## Fordulók és időpontok
A mérkőzések időpontjai a következők. Az összes sorsolást az UEFA székházában Nyonban, Svájcban tartották.
| Forduló      | Sorsolás dátuma    | 1. mérkőzés                  | 2. mérkőzés              |
| ------------ | ------------------ | ---------------------------- | ------------------------ |
| Előselejtező | 2022. június 7.    | 2022. június 21. (elődöntők) | 2022. június 24. (döntő) |
| 1. forduló   | 2022. június 14.   | 2022. július 5–6.            | 2022. július 12–13.      |
| 2. forduló   | 2022. június 15.   | 2022. július 19–20.          | 2022. július 26–27.      |
| 3. forduló   | 2022. július 18.   | 2022. augusztus 2–3.         | 2022. augusztus 9.       |
| Rájátszás    | 2022. augusztus 1. | 2022. augusztus 16–17.       | 2022. augusztus 23–24.   |

## Előselejtezők
Az előselejtező sorsolását 2022. június 7-én, 12 órától tartották.

### Előselejtező, kiemelés
Az első selejtezőkörben 4 csapat vett részt. A kiemelés a klubok 2022-es együtthatói alapján történt. A döntő győztese az 1. selejtezőkörbe, a dőntő és az elődöntők vesztesei az UEFA Európa Konferencia Liga 2. selejtezőkörének bajnoki ágára kerültek.
| Kiemelt                    | Nem kiemelt                             |
| -------------------------- | --------------------------------------- |
| - FCI Levadia - La Fiorita | - Inter d’Escaldes - Víkingur Reykjavík |

### Előselejtező, párosítások
Az elődöntőket június 21-én, a döntőt június 24-én játszották. A döntő győztese az 1. selejtezőkörbe, a három kieső az UEFA Európa Konferencia Liga 2. selejtezőkörének bajnoki ágára került.
| 1. csapat             | Eredmény | 2. csapat             |
| --------------------- | -------- | --------------------- |
| Elődöntők             |          |                       |
| FCI Levadia           | 1–6      | Víkingur Reykjavík    |
| La Fiorita            | 1–2      | Inter Club d’Escaldes |
| Döntő                 |          |                       |
| Inter Club d’Escaldes | 0–1      | Víkingur Reykjavík    |

### Előselejtező, elődöntők
| 2022. június 21. 21:30 (19:30 UTC±0) |

| FCI Levadia                | 1–6               | Víkingur Reykjavík                                                               |
| -------------------------- | ----------------- | -------------------------------------------------------------------------------- |
| Beglarisvili 5' (11-esből) | (1–3) Jegyzőkönyv | McLagan 10' Ingason 27' Sigurðsson 45+1' Hansen 49' Gudjónsson 71' Magnússon 77' |

| Víkingsvöllur, Reykjavík Játékvezető: Tomasz Musiał (lengyel) |

| 2022. június 21. 15:00 (13:00 UTC±0) |

| La Fiorita    | 1–2               | Inter Club d’Escaldes |
| ------------- | ----------------- | --------------------- |
| Rinaldi 45+2' | (1–0) Jegyzőkönyv | Soldevila 55' 66'     |

| Víkingsvöllur, Reykjavík Játékvezető: Rohit Saggi (norvég) |

### Előselejtező, döntő
| 2022. június 24. 21:30 |

| Inter Club Escaldes | 0–1               | Víkingur Reykjavík |
| ------------------- | ----------------- | ------------------ |
|                     | (0–0) Jegyzőkönyv | Ingason 68'        |

| Víkingsvöllur, Reykjavík Játékvezető: Urs Schnyder (svájci) |

## 1. selejtezőkör
Az 1. selejtezőkör sorsolását 2022. június 14-én tartották.

### 1. selejtezőkör, kiemelés
Az 1. selejtezőkörben 30 csapat vett részt. 29 csapat lépett be ebben a körben és 1 továbbjutó volt az előselejtezőből. A kiemelés a klubok 2022-es együtthatói alapján történt. A sorsolás időpontjában az előselejtező győztese ismeretlen volt, ezért a legmagasabb együtthatót használták. A csapatokat három csoportra osztották. Az elsőként kisorsolt csapat volt az első mérkőzés pályaválasztója.
- T: Az előselejtezőkörből továbbjutott csapat, a sorsoláskor nem volt ismert.

| 1. csoport                                                              | 1. csoport                                                        | 2. csoport                                                | 2. csoport                                                         | 3. csoport                                                                            | 3. csoport                                                     |
| Kiemelt                                                                 | Nem kiemelt                                                       | Kiemelt                                                   | Nem kiemelt                                                        | Kiemelt                                                                               | Nem kiemelt                                                    |
| ----------------------------------------------------------------------- | ----------------------------------------------------------------- | --------------------------------------------------------- | ------------------------------------------------------------------ | ------------------------------------------------------------------------------------- | -------------------------------------------------------------- |
| - Ludogorets Razgrad - CFR Cluj - Ferencváros - Maribor - F91 Dudelange | - Sutjeska Nikšić - Sahcjor Szalihorszk - Tobil - Pjunik - Tirana | - Malmö FF - Bodø/Glimt - HJK - The New Saints - Žalgiris | - Linfield - KÍ Klaksvík - Víkingur Reykjavík (T) - Ballkani - RFS | - Qarabağ - Sheriff Tiraspol - Slovan Bratislava - Lincoln Red Imps - Shamrock Rovers | - Zrinjski - Lech Poznań - Hibernians - Shkupi - Dinamo Batumi |

### 1. selejtezőkör, párosítások
Az első mérkőzéseket július 5-én és 6-án, a második mérkőzéseket július 12-én és 13-án játszották. A párosítások győztesei a 2. selejtezőkörbe kerültek. A vesztesek közül 13 az UEFA Európa Konferencia Liga 2. selejtezőkörének bajnoki ágára, 2 kisorsolt párosítás vesztese az UEFA Európa Konferencia Liga 3. selejtezőkörének bajnoki ágára került.

| 1. csapat         | Össz.Tooltip Aggregate score | 2. csapat           | 1. mérk. | 2. mérk.   |
| ----------------- | ---------------------------- | ------------------- | -------- | ---------- |
| Pjunik            | 2–2 (t. 4–3)                 | CFR Cluj            | 0–0      | 2–2 (h.u.) |
| Maribor           | 2–0                          | Sahcjor Szalihorszk | 0–0      | 2–0        |
| Ludogorec Razgrad | 3–0                          | Sutjeska Nikšić     | 2–0      | 1–0        |
| F91 Dudelange     | 3–1                          | Tirana              | 1–0      | 2–1        |
| Tobil             | 1–5                          | Ferencváros         | 0–0      | 1–5        |
| Malmö FF          | 6–5                          | Víkingur Reykjavík  | 3–2      | 3–3        |
| Ballkani          | 1–2                          | Žalgiris            | 1–1      | 0–1 (h.u.) |
| HJK               | 2–2 (t. 5–4)                 | RFS                 | 1–0      | 1–2 (h.u.) |
| Bodø/Glimt        | 4–3                          | KÍ                  | 3–0      | 1–3        |
| The New Saints    | 1–2                          | Linfield            | 1–0      | 0–2 (h.u.) |
| Shamrock Rovers   | 3–0                          | Hibernians          | 3–0      | 0–0        |
| Lech Poznań       | 2–5                          | Qarabağ             | 1–0      | 1–5        |
| Shkupi            | 3–2                          | Lincoln Red Imps    | 3–0      | 0–2        |
| Zrinjski Mostar   | 0–1                          | Sheriff Tiraspol    | 0–0      | 0–1        |
| Slovan Bratislava | 2–1                          | Dinamo Batumi       | 0–0      | 2–1 (h.u.) |

1. 1 2  A párosítás vesztese az UEFA Európa Konferencia Liga 3. selejtezőkörének bajnoki ágára került.

### 1. selejtezőkör, mérkőzések
| 2022. július 5. 18:00 (20:00 AMT) |

| Pjunik | 0–0         | CFR Cluj |
| ------ | ----------- | -------- |
|        | Jegyzőkönyv |          |

| Vazgen Sargsyan Stadion, Jereván Játékvezető: Bastian Dankert (német) |

| 2022. július 13. 20:30 (21:30 EEST) |

| CFR Cluj                             | 2–2 (h. u.)                 | Pjunik                             |
| ------------------------------------ | --------------------------- | ---------------------------------- |
| Adjei-Boateng 6' Petrila 94'         | (1–0, 1–1, 2–1) Jegyzőkönyv | Gajić 89' 119'                     |
| Büntetőpárbaj                        |                             |                                    |
| Dugandžić Petrila Burcă Muhar Camora | 3–4                         | Cociuc Dashyan Harutyunyan Avagyan |

| Dr. Constantin Rădulescu Stadion, Kolozsvár Játékvezető: Michael Fabbri (olasz) |

| 2022. július 6. 20:15 |

| Maribor | 0–0         | Sahcjor Szalihorszk |
| ------- | ----------- | ------------------- |
|         | Jegyzőkönyv |                     |

| Ljudski vrt Stadion, Maribor Játékvezető: Anastasios Papapetrou (görög) |

| 2022. július 13. 19:00 (20:00 TRT) |

| Sahcjor Szalihorszk | 0–2               | Maribor          |
| ------------------- | ----------------- | ---------------- |
|                     | (0–1) Jegyzőkönyv | Baturina 12' 56' |

| New Sakarya Stadion, Adapazarı, Törökország Játékvezető: Enea Jorgji (albán) |

| 2022. július 5. 19:45 (20:45 EEST) |

| Ludogorec Razgrad         | 2–0               | Sutjeska Nikšić |
| ------------------------- | ----------------- | --------------- |
| Santana 74' Tissera 90+1' | (0–0) Jegyzőkönyv |                 |

| Ludogorec Aréna, Razgrad Játékvezető: Vitor Ferreira (portugál) |

| 2022. július 12. 21:00 |

| Sutjeska Nikšić | 0–1               | Ludogorec Razgrad |
| --------------- | ----------------- | ----------------- |
|                 | (0–0) Jegyzőkönyv | Sotiriou 53'      |

| DG Aréna, Podgorica Játékvezető: Bogár Gergő (magyar) |

| 2022. július 6. 19:30 |

| F91 Dudelange | 1–0               | Tirana |
| ------------- | ----------------- | ------ |
| Nader 71'     | (0–0) Jegyzőkönyv |        |

| Stade Jos Nosbaum, Dudelange Játékvezető: Rohit Saggi (norvég) |

| 2022. július 12. 20:00 |

| Tirana     | 1–2               | F91 Dudelange        |
| ---------- | ----------------- | -------------------- |
| Xhixha 78' | (0–0) Jegyzőkönyv | Bojić 49' Sinani 61' |

| Arena Kombëtare, Tirana Játékvezető: Cesar Soto Grado (spanyol) |

| 2022. július 6. 16:00 (20:00 ALMT) |

| Tobil | 0–0         | Ferencváros |
| ----- | ----------- | ----------- |
|       | Jegyzőkönyv |             |

| Kosztanaj Központi Stadion, Kosztanaj Játékvezető: Dario Bel (horvát) |

| 2022. július 13. 20:00 |

| Ferencváros                                 | 5–1               | Tobil       |
| ------------------------------------------- | ----------------- | ----------- |
| Traoré 4' 17' Laïdouni 21' Bassey 74' 90+1' | (3–1) Jegyzőkönyv | Sergeev 23' |

| Groupama Aréna, Budapest Játékvezető: Krzysztof Jakubik (lengyel) |

| 2022. július 5. 19:00 |

| Malmö FF                                | 3–2               | Víkingur Reykjavík           |
| --------------------------------------- | ----------------- | ---------------------------- |
| Olsson 16' Toivonen 42' Birmančević 84' | (2–1) Jegyzőkönyv | Ingason 38' Gudjónsson 90+3' |

| Eleda Stadion, Malmö Játékvezető: Dumitri Muntean (moldáv) |

| 2022. július 12. 21:30 (19:30 WET) |

| Víkingur Reykjavík               | 3–3               | Malmö FF                                    |
| -------------------------------- | ----------------- | ------------------------------------------- |
| K. Gunnarsson 15' 75' Hansen 56' | (1–2) Jegyzőkönyv | Birmančević 34' Beijmo 44' Christiansen 47' |

| Víkingsvöllur, Reykjavík Játékvezető: John Beaton (skót) |

| 2022. július 5. 20:00 |

| Ballkani    | 1–1               | Žalgiris |
| ----------- | ----------------- | -------- |
| Gripshi 15' | (1–1) Jegyzőkönyv | Buff 25' |

| Fadil Vokrri Stadion, Pristina Játékvezető: Rob Harvey (Ír) |

| 2022. július 12. 18:00 (19:00 EEST) |

| Žalgiris    | 1–0 (h. u.)                 | Ballkani |
| ----------- | --------------------------- | -------- |
| Oyewusi 97' | (0–0, 0–0, 1–0) Jegyzőkönyv |          |

| LFF Stadion, Vilnius Játékvezető: Espen Eskås (norvég) |

| 2022. július 6. 18:00 (19:00 EEST) |

| HJK        | 1–0               | RFS |
| ---------- | ----------------- | --- |
| Martic 11' | (1–0) Jegyzőkönyv |     |

| Bolt Aréna, Helsinki Játékvezető: Juxhin Xhaja (albán) |

| 2022. július 12. 17:30 (18:30 EEST) |

| RFS                                    | 2–1 (h. u.)                 | HJK                                       |
| -------------------------------------- | --------------------------- | ----------------------------------------- |
| Zjuzins 48' Panić 56'                  | (0–0, 2–1, 2–1) Jegyzőkönyv | Murilo 75'                                |
| Büntetőpárbaj                          |                             |                                           |
| Jagodinskis Šarić Panić Lipušček Mareš | 4–5                         | Väänänen Murilo Radulović Serrarens Terho |

| Slokas Stadion, Jūrmala Játékvezető: David Fuxman (izraeli) |

| 2022. július 6. 18:00 |

| Bodø/Glimt                      | 3–0               | KÍ |
| ------------------------------- | ----------------- | -- |
| Boniface 11' 31' 58' (11-esből) | (2–0) Jegyzőkönyv |    |

| Aspmyra Stadion, Bodø Játékvezető: Donald Robertson (skót) |

| 2022. július 12. 20:00 (19:00 WEST) |

| KÍ                              | 3–1               | Bodø/Glimt              |
| ------------------------------- | ----------------- | ----------------------- |
| Mikkelsen 12' Andreasen 20' 85' | (2–0) Jegyzőkönyv | Boniface 55' (11-esből) |

| Við Djúpumýrar, Klaksvík Játékvezető: Horatiu Fesnic (román) |

| 2022. július 5. 20:00 (19:00 BST) |

| The New Saints | 1–0               | Linfield |
| -------------- | ----------------- | -------- |
| Brobbel 57'    | (0–0) Jegyzőkönyv |          |

| Park Hall, Oswetry Játékvezető: Andrei Chivulete (román) |

| 2022. július 13. 20:45 (19:45 BST) |

| Linfield                 | 2–0 (h. u.)                 | The New Saints |
| ------------------------ | --------------------------- | -------------- |
| Mulgrew 90+4' Devine 95' | (0–0, 1–0, 2–0) Jegyzőkönyv |                |

| Windsor Park, Belfast Játékvezető: Duje Strukan (horvát) |

| 2022. július 5. 20:30 (19:30 IST) |

| Shamrock Rovers                | 3–0               | Hibernians |
| ------------------------------ | ----------------- | ---------- |
| Finn 25' Watts 40' Gaffney 78' | (2–0) Jegyzőkönyv |            |

| Tallaght Stadion, Dublin Játékvezető: Morten Krogh (dán) |

| 2022. július 12. 20:00 |

| Hibernians | 0–0         | Shamrock Rovers |
| ---------- | ----------- | --------------- |
|            | Jegyzőkönyv |                 |

| Centenary Stadion, Ta’ Qali Játékvezető: Manfredas Lukjančukas (litván) |

| 2022. július 5. 20:00 |

| Lech Poznań | 1–0               | Qarabağ |
| ----------- | ----------------- | ------- |
| Ishak 41'   | (1–0) Jegyzőkönyv |         |

| Stadion Poznań, Poznań Játékvezető: José Luis Munuera (spanyol) |

| 2022. július 12. 18:00 (20:00 AZT) |

| Qarabağ                                         | 5–1               | Lech Poznań |
| ----------------------------------------------- | ----------------- | ----------- |
| Kady 14' 74' Ozobić 42' Medina 56' Hüseynov 77' | (2–1) Jegyzőkönyv | Velde 1'    |

| Tofik Bahramov Stadion, Baku Játékvezető: Andrew Madley (angol) |

| 2022. július 5. 20:45 |

| Shkupi                                     | 3–0               | Lincoln Red Imps |
| ------------------------------------------ | ----------------- | ---------------- |
| Danfa 11' Adetunji 29' Wiseman 62' (öngól) | (2–0) Jegyzőkönyv |                  |

| Toše Proeski Aréna, Szkopje Játékvezető: Sebastian Gishamer (osztrák) |

| 2022. július 12. 18:00 |

| Lincoln Red Imps         | 2–0               | Shkupi |
| ------------------------ | ----------------- | ------ |
| Juanfri 32' Casciaro 69' | (1–0) Jegyzőkönyv |        |

| Victoria Stadion, Gibraltár Játékvezető: Filip Glova (szlovák) |

| 2022. július 6. 20:00 |

| Zrinjski Mostar | 0–0         | Sheriff Tiraspol |
| --------------- | ----------- | ---------------- |
|                 | Jegyzőkönyv |                  |

| Stadion pod Bijelim Brijegom, Mostar Játékvezető: Fabio Maresca (olasz) |

| 2022. július 12. 19:00 (20:00 EEST) |

| Sheriff Tiraspol  | 1–0               | Zrinjski Mostar |
| ----------------- | ----------------- | --------------- |
| Savić 22' (öngól) | (1–0) Jegyzőkönyv |                 |

| Zimbru Stadion, Chișinău Játékvezető: Peter Bankes (angol) |

| 2022. július 6. 20:30 |

| Slovan Bratislava | 0–0         | Dinamo Batumi |
| ----------------- | ----------- | ------------- |
|                   | Jegyzőkönyv |               |

| Tehelné pole, Pozsony Játékvezető: David Coote (angol) |

| 2022. július 13. 19:00 (21:00 GET) |

| Dinamo Batumi     | 1–2 (h. u.)                 | Slovan Bratislava            |
| ----------------- | --------------------------- | ---------------------------- |
| Davitashvili 104' | (0–0, 0–0, 1–0) Jegyzőkönyv | Barseghyan 115' Weiss 120+3' |

| Batumi Stadion, Batumi Játékvezető: António Nobre (portugál) |

## 2. selejtezőkör
A 2. selejtezőkör sorsolását 2022. június 15-én, 12 órától tartották.

### 2. selejtezőkör, kiemelés
A 2. selejtezőkörben összesen 24 csapat vett részt, kettéosztva a bajnoki ágon és a nem bajnoki ágon. 
- Bajnoki ág: 5 csapat lépett be ebben a körben és 15 továbbjutó volt az 1. selejtezőkörből.
- Nem bajnoki ág: 4 csapat lépett be ebben a körben.

A kiemelés a klubok 2022-es együtthatói alapján történt. A sorsolás időpontjában az 1. selejtezőkör győztesei ismeretlenek voltak, ezért a párosítások legmagasabb együtthatóit használták. A bajnoki ágon a csapatokat három csoportra osztották. Az elsőként kisorsolt csapat volt az első mérkőzés pályaválasztója.
- T: Az 1. selejtezőkörből továbbjutott csapat, a sorsoláskor nem volt ismert.
- A dőlt betűvel írt csapatok az 1. selejtezőkörben egy magasabb együtthatóval rendelkező csapat ellen győztek, és az ellenfél együtthatóját hozták magukkal.

| Bajnoki ág                                      | Bajnoki ág                                    | Bajnoki ág                                       | Bajnoki ág                              | Bajnoki ág                                                                 | Bajnoki ág                                                              |
| 1. csoport                                      | 1. csoport                                    | 2. csoport                                       | 2. csoport                              | 3. csoport                                                                 | 3. csoport                                                              |
| Kiemelt                                         | Nem kiemelt                                   | Kiemelt                                          | Nem kiemelt                             | Kiemelt                                                                    | Nem kiemelt                                                             |
| ----------------------------------------------- | --------------------------------------------- | ------------------------------------------------ | --------------------------------------- | -------------------------------------------------------------------------- | ----------------------------------------------------------------------- |
| - Dinamo Zagreb - Qarabağ (T) - Ferencváros (T) | - Slovan Bratislava (T) - Shkupi (T) - Zürich | - Viktoria Plzeň - Malmö FF (T) - Bodø/Glimt (T) | - HJK (T) - Linfield (T) - Žalgiris (T) | - Olimbiakósz - Ludogorets Razgrad (T) - Sheriff Tiraspol (T) - Pjunik (T) | - Maribor (T) - F91 Dudelange (T) - Makkabi Haifa - Shamrock Rovers (T) |

| Nem bajnoki ág               | Nem bajnoki ág               |
| Kiemelt                      | Nem kiemelt                  |
| ---------------------------- | ---------------------------- |
| - Dinamo Kijiv - Midtjylland | - Fenerbahçe - AÉK Lárnakasz |

### 2. selejtezőkör, párosítások
Az első mérkőzéseket július 19-én és 20-án, a második mérkőzéseket július 26-án és 27-én játszották. A párosítások győztesei a 3. selejtezőkörbe jutottak. A vesztes csapatok az Európa-liga 3. selejtezőkörébe kerültek.
| 1. csapat         | Össz.Tooltip Aggregate score | 2. csapat         | 1. mérk. | 2. mérk.   |
| ----------------- | ---------------------------- | ----------------- | -------- | ---------- |
| Bajnoki ág        |                              |                   |          |            |
| Ferencváros       | 5–3                          | Slovan Bratislava | 1–2      | 4–1        |
| Dinamo Zagreb     | 3–2                          | Shkupi            | 2–2      | 1–0        |
| Qarabağ           | 5–4                          | Zürich            | 3–2      | 2–2 (h.u.) |
| HJK               | 1–7                          | Viktoria Plzeň    | 1–2      | 0–5        |
| Linfield          | 1–8                          | Bodø/Glimt        | 1–0      | 0–8.       |
| Žalgiris          | 3–0                          | Malmö FF          | 1–0      | 2–0        |
| Ludogorec Razgrad | 4–2                          | Shamrock Rovers   | 3–0      | 1–2        |
| Maribor           | 0–1                          | Sheriff Tiraspol  | 0–0      | 0–1        |
| Makkabi Haifa     | 5–1                          | Olimbiakósz       | 1–1      | 4–0        |
| Pjunik            | 4–2                          | F91 Dudelange     | 0–1      | 4–1        |
| Nem bajnoki ág    |                              |                   |          |            |
| Midtjylland       | 2–2 (t. 4–3)                 | AÉK Lárnakasz     | 1–1      | 1–1 (h.u.) |
| Dinamo Kijiv      | 2–1                          | Fenerbahçe        | 0–0      | 2–1 (h.u.) |

### 2. selejtezőkör, mérkőzések
| 2022. július 20. 20:00 |

| Ferencváros      | 1–2               | Slovan Bratislava         |
| ---------------- | ----------------- | ------------------------- |
| Zachariassen 70' | (0–0) Jegyzőkönyv | Kashia 81' Barseghyan 86' |

| Groupama Aréna, Budapest Játékvezető: Ricardo de Burgos Bengoetxea (spanyol) |

| 2022. július 27. 20:30 |

| Slovan Bratislava | 1–4               | Ferencváros                                         |
| ----------------- | ----------------- | --------------------------------------------------- |
| De Marco 70'      | (0–2) Jegyzőkönyv | Boli 20' Zachariassen 31' Traoré 89' Laïdouni 90+5' |

| Tehelné pole, Pozsony Játékvezető: Marco Di Bello (olasz) |

| 2022. július 19. 21:00 |

| Dinamo Zagreb          | 2–2               | Shkupi                |
| ---------------------- | ----------------- | --------------------- |
| Ademi 44' Petković 86' | (1–1) Jegyzőkönyv | Queven 25' Cephas 89' |

| Maksimir Stadion, Zágráb Játékvezető: Radu Petrescu (román) |

| 2022. július 26. 21:00 |

| Shkupi | 0–1               | Dinamo Zagreb |
| ------ | ----------------- | ------------- |
|        | (0–0) Jegyzőkönyv | Ademi 47'     |

| Toše Proeski Arena, Szkopje Játékvezető: Jakob Kehlet (dán) |

| 2022. július 19. 18:00 (20:00 AZT) |

| Qarabağ                | 3–2               | Zürich                             |
| ---------------------- | ----------------- | ---------------------------------- |
| Kady 17' Wadji 36' 66' | (2–0) Jegyzőkönyv | Kamberi 65' Kryeziu 85' (11-esből) |

| Tofik Bahramov Stadion, Baku Játékvezető: Irfan Peljto (bosznia-hercegovinai) |

| 2022. július 27. 19:00 |

| Zürich                            | 2–2 (h. u.)                 | Qarabağ            |
| --------------------------------- | --------------------------- | ------------------ |
| Medvedev 4' (öngól) Santini 90+6' | (1–0, 2–1, 2–2) Jegyzőkönyv | Kady 56' Owusu 98' |

| Letzigrundstadion, Zürich Játékvezető: Allard Lindhout (holland) |

| 2022. július 20. 18:00 (19:00 EEST) |

| HJK           | 1–2               | Viktoria Plzeň                |
| ------------- | ----------------- | ----------------------------- |
| Radulović 50' | (0–1) Jegyzőkönyv | Chorý 6' (11-esből) Kopic 57' |

| Bolt Arena, Helsinki Játékvezető: Nikola Dabanović (montenegrói) |

| 2022. július 26. 19:00 |

| Viktoria Plzeň                                   | 5–0               | HJK |
| ------------------------------------------------ | ----------------- | --- |
| Pernica 11' Sýkora 21' 73' Hejda 31' Kliment 84' | (3–0) Jegyzőkönyv |     |

| Doosan Arena, Plzeň Játékvezető: Alekszandar Sztavrev (macedón) |

| 2022. július 19. 20:45 (19:45 BST) |

| Linfield   | 1–0               | Bodø/Glimt |
| ---------- | ----------------- | ---------- |
| Millar 83' | (0–0) Jegyzőkönyv |            |

| Windsor Park, Belfast Játékvezető: Andris Treimanis (lett) |

| 2022. július 27. 18:00 |

| Bodø/Glimt                                                                                                  | 8–0               | Linfield |
| --- | ----------------- | -------- |
| Vetlesen 7' Boniface 21' (11-esből) Pellegrino 25' 54' (11-esből) Saltnes 29' Espejord 52' 88' Sampsted 73' | (4–0) Jegyzőkönyv |          |

| Aspmyra Stadion, Bodø Játékvezető: Roi Reinshreiber (izraeli) |

| 2022. július 19. 18:00 (19:00 EEST) |

| Žalgiris   | 1–0               | Malmö FF |
| ---------- | ----------------- | -------- |
| Ourega 49' | (0–0) Jegyzőkönyv |          |

| LFF Stadium, Vilnius Játékvezető: Georgi Kabakov (bolgár) |

| 2022. július 27. 19:00 |

| Malmö FF | 0–2               | Žalgiris                 |
| -------- | ----------------- | ------------------------ |
|          | (0–1) Jegyzőkönyv | Oyewusi 34' Oliveira 52' |

| Stadion Malmö, Malmö Játékvezető: Kristo Tohver (észt) |

| 2022. július 19. 19:45 (20:45 EEST) |

| Ludogorec Razgrad                  | 3–0               | Shamrock Rovers |
| ---------------------------------- | ----------------- | --------------- |
| Sotiriou 26' 35' Igor Thiago 90+4' | (2–0) Jegyzőkönyv |                 |

| Ludogorec Aréna, Razgrad Játékvezető: João Pinheiro (portugál) |

| 2022. július 26. 21:00 (20:00 IST) |

| Shamrock Rovers       | 2–1               | Ludogorec Razgrad |
| --------------------- | ----------------- | ----------------- |
| Greene 21' Emakhu 88' | (1–0) Jegyzőkönyv | Cauly 90+1'       |

| Tallaght Stadion, Dublin Játékvezető: Fabio Maresca (olasz) |

| 2022. július 20. 20:15 |

| Maribor | 0–0         | Sheriff Tiraspol |
| ------- | ----------- | ---------------- |
|         | Jegyzőkönyv |                  |

| Stadion Ljudski vrt, Maribor Játékvezető: Harald Lechner (osztrák) |

| 2022. július 26. 19:00 (20:00 EEST) |

| Sheriff Tiraspol | 1–0               | Maribor |
| ---------------- | ----------------- | ------- |
| Yansané 88'      | (0–0) Jegyzőkönyv |         |

| Zimbru Stadion, Chișinău Játékvezető: Bognár Tamás (magyar) |

| 2022. július 20. 19:00 (20:00 IDT) |

| Makkabi Haifa | 1–1               | Olimbiakósz     |
| ------------- | ----------------- | --------------- |
| Haziza 90+2'  | (0–1) Jegyzőkönyv | Zinckernagel 7' |

| Sammy Ofer Stadium, Haifa Játékvezető: Sascha Stegemann (német) |

| 2022. július 27. 21:00 (22:00 EEST) |

| Olimbiakósz | 0–4               | Makkabi Haifa                         |
| ----------- | ----------------- | ------------------------------------- |
|             | (0–1) Jegyzőkönyv | Chery 5' Pierrot 61' 65' Abu Fani 87' |

| Karaiszkákisz Stadion, Pireusz Játékvezető: Daniel Stefański (lengyel) |

| 2022. július 19. 18:00 (20:00 AMT) |

| Pjunik | 0–1               | F91 Dudelange        |
| ------ | ----------------- | -------------------- |
|        | (0–0) Jegyzőkönyv | Hadji 72' (11-esből) |

| Vazgen Sargsyan Republican Stadium, Jereván Játékvezető: Craig Pawson (angol) |

| 2022. július 26. 19:30 |

| F91 Dudelange | 1–4               | Pjunik                                   |
| ------------- | ----------------- | ---------------------------------------- |
| Hassan 21'    | (1–1) Jegyzőkönyv | Juninho 24' Juričić 54' 85' Otubanjo 76' |

| Stade Jos Nosbaum, Dudelange Játékvezető: José Luis Munuera (spanyol) |

| 2022. július 19. 19:45 |

| Midtjylland     | 1–1               | AÉK Lárnakasz |
| --------------- | ----------------- | ------------- |
| Sviatchenko 84' | (0–0) Jegyzőkönyv | Gyurcsó 81'   |

| MCH Arena, Herning Játékvezető: Novak Simović (szerb) |

| 2022. július 26. 17:30 (18:30 EEST) |

| AÉK Lárnakasz                      | 1–1 (h. u.)                 | Midtjylland                     |
| ---------------------------------- | --------------------------- | ------------------------------- |
| Olatunji 9'                        | (1–1, 1–1, 1–1) Jegyzőkönyv | Dalsgaard 12'                   |
| Büntetőpárbaj                      |                             |                                 |
| Altman Miličević Romo Gama Gustavo | 3–4                         | Dreyer Sisto Sørensen Dyhr Kaba |

| AEK Arena – Georgios Karapatakis, Lárnaka Játékvezető: Vad István (magyar) |

| 2022. július 20. 20:00 |

| Dinamo Kijiv | 0–0         | Fenerbahçe |
| ------------ | ----------- | ---------- |
|              | Jegyzőkönyv |            |

| Stadion Miejski im. Władysława Króla, Łódź, Lengyelország Játékvezető: Glenn Nyberg (svéd) |

| 2022. július 27. 19:00 (20:00 TRT) |

| Fenerbahçe | 1–2 (h. u.)                 | Dinamo Kijiv                 |
| ---------- | --------------------------- | ---------------------------- |
| Szalai 89' | (0–0, 1–1, 1–1) Jegyzőkönyv | Buyalskyi 57' Karavajev 114' |

| Şükrü Saracoğlu Stadion, Isztambul Játékvezető: Massimiliano Irrati (olasz) |

## 3. selejtezőkör
A 3. selejtezőkör sorsolását 2022. július 18-án, 12 órától tartották.

### 3. selejtezőkör, kiemelés
A 3. selejtezőkörben összesen 20 csapat vett részt, kettéosztva a bajnoki ágon és a nem bajnoki ágon. 
- Bajnoki ág: 2 csapat lépett be ebben a körben és 10 továbbjutó volt a 2. selejtezőkörből.
- Nem bajnoki ág: 6 csapat lépett be ebben a körben és 2 továbbjutó volt a 2. selejtezőkörből.

A kiemelés a klubok 2022-es együtthatói alapján történt. A sorsolás időpontjában a 2. selejtezőkör győztesei ismeretlenek voltak, ezért a párosítások legmagasabb együtthatóit használták. A bajnoki ágon a csapatokat két csoportra osztották. Az elsőként kisorsolt csapat volt az első mérkőzés pályaválasztója.
- T: A 2. selejtezőkörből továbbjutott csapat, a sorsoláskor nem volt ismert.
- A dőlt betűvel írt csapatok a 2. selejtezőkörben egy magasabb együtthatóval rendelkező csapat ellen győztek, és az ellenfél együtthatóját hozták magukkal.

| Bajnoki ág                                            | Bajnoki ág                                                  | Bajnoki ág                                          | Bajnoki ág                                           |
| 1. csoport                                            | 1. csoport                                                  | 2. csoport                                          | 2. csoport                                           |
| Kiemelt                                               | Nem kiemelt                                                 | Kiemelt                                             | Nem kiemelt                                          |
| ----------------------------------------------------- | ----------------------------------------------------------- | --------------------------------------------------- | ---------------------------------------------------- |
| - Dinamo Zagreb (T) - Makkabi Haifa (T) - Qarabağ (T) | - Ludogorec Razgrad (T) - Ferencváros (T) - Apóllon Lemeszú | - Crvena zvezda - Viktoria Plzeň (T) - Žalgiris (T) | - Sheriff Tiraspol (T) - Bodø/Glimt (T) - Pjunik (T) |

| Nem bajnoki ág                                         | Nem bajnoki ág                                                 |
| Kiemelt                                                | Nem kiemelt                                                    |
| ------------------------------------------------------ | -------------------------------------------------------------- |
| - Benfica - Rangers - Dinamo Kijiv (T) - PSV Eindhoven | - Monaco - Midtjylland (T) - Sturm Graz - Union Saint-Gilloise |

### 3. selejtezőkör, párosítások
Az első mérkőzéseket augusztus 2-án és 3-án, a második mérkőzéseket augusztus 9-én játszották. A párosítások győztesei a rájátszásba jutottak. A bajnoki ág vesztes csapatai az Európa-liga rájátszásába, a nem bajnoki ág vesztes csapatai az Európa-liga csoportkörébe kerültek.
| 1. csapat            | Össz.Tooltip Aggregate score | 2. csapat       | 1. mérk. | 2. mérk.   |
| -------------------- | ---------------------------- | --------------- | -------- | ---------- |
| Bajnoki ág           |                              |                 |          |            |
| Makkabi Haifa        | 4–2                          | Apóllon Lemeszú | 4–0      | 0–2        |
| Qarabağ              | 4–2                          | Ferencváros     | 1–1      | 3–1        |
| Ludogorec Razgrad    | 3–6                          | Dinamo Zagreb   | 1–2      | 2–4        |
| Sheriff Tiraspol     | 2–4                          | Viktoria Plzeň  | 1–2      | 1–2        |
| Bodø/Glimt           | 6–1                          | Žalgiris        | 5–0      | 1–1        |
| Crvena zvezda        | 7–0                          | Pjunik          | 5–0      | 2–0        |
| Nem bajnoki ág       |                              |                 |          |            |
| Monaco               | 3–4                          | PSV Eindhoven   | 1–1      | 2–3 (h.u.) |
| Dinamo Kijiv         | 3–1                          | Sturm Graz      | 1–0      | 2–1 (h.u.) |
| Union Saint-Gilloise | 2–3                          | Rangers         | 2–0      | 0–3        |
| Benfica              | 7–2                          | Midtjylland     | 4–1      | 3–1        |

### 3. selejtezőkör, mérkőzések
| 2022. augusztus 3. 19:00 (20:00 IDT) |

| Makkabi Haifa                                     | 4–0               | Apóllon Lemeszú |
| ------------------------------------------------- | ----------------- | --------------- |
| Peybernes 38' (öngól) Mohamed 54' 62' Pierrot 79' | (1–0) Jegyzőkönyv |                 |

| Sammy Ofer Stadion, Haifa Játékvezető: Maurizio Mariani (olasz) |

| 2022. augusztus 9. 19:00 (20:00 EEST) |

| Apóllon Lemeszú      | 2–0               | Makkabi Haifa |
| -------------------- | ----------------- | ------------- |
| Ongenda 19' Coll 27' | (2–0) Jegyzőkönyv |               |

| GSZP Stadion, Nicosia Játékvezető: Felix Zwayer (német) |

| 2022. augusztus 3. 18:00 (20:00 AZT) |

| Qarabağ   | 1–1               | Ferencváros |
| --------- | ----------------- | ----------- |
| Owusu 34' | (1–1) Jegyzőkönyv | Boli 17'    |

| Tofik Bahramov Stadion, Baku Játékvezető: Andreas Ekberg (svéd) |

| 2022. augusztus 9. 20:00 |

| Ferencváros   | 1–3               | Qarabağ                 |
| ------------- | ----------------- | ----------------------- |
| A. Traoré 86' | (0–1) Jegyzőkönyv | Zoubir 7' Wadji 54' 78' |

| Groupama Aréna, Budapest Játékvezető: Carlos del Cerro Grande (spanyol) |

| 2022. augusztus 2. 19:45 (20:45 EEST) |

| Ludogorec Razgrad | 1–2               | Dinamo Zagreb            |
| ----------------- | ----------------- | ------------------------ |
| Tekpetey 22'      | (1–2) Jegyzőkönyv | Perić 6' Padt 9' (öngól) |

| Huvepharma Arena, Razgrad Játékvezető: Cüneyt Çakır (török) |

| 2022. augusztus 9. 20:00 |

| Dinamo Zagreb                                              | 4–2               | Ludogorec Razgrad             |
| ---------------------------------------------------------- | ----------------- | ----------------------------- |
| Drmić 12' Oršić 27' (11-esből) 44' Petković 87' (11-esből) | (3–1) Jegyzőkönyv | Despodov 45+4' 49' (11-esből) |

| Maksimir Stadion, Zágráb Játékvezető: Benoît Bastien (francia) |

| 2022. augusztus 2. 19:00 (20:00 EEST) |

| Sheriff Tiraspol      | 1–2               | Viktoria Plzeň                 |
| --------------------- | ----------------- | ------------------------------ |
| Akanbi 36' (11-esből) | (1–1) Jegyzőkönyv | Chorý 41' (11-esből) Bucha 55' |

| Zimbru Stadion, Chișinău Játékvezető: Danny Makkelie (holland) |

| 2022. augusztus 9. 19:00 |

| Viktoria Plzeň           | 2–1               | Sheriff Tiraspol      |
| ------------------------ | ----------------- | --------------------- |
| Kliment 10' Mosquera 62' | (1–0) Jegyzőkönyv | Akanbi 47' (11-esből) |

| Doosan Arena, Plzeň Játékvezető: Orel Grinfeld (izraeli) |

| 2022. augusztus 3. 18:00 |

| Bodø/Glimt                                                                       | 5–0               | Žalgiris |
| -------------------------------------------------------------------------------- | ----------------- | -------- |
| Vetlesen 33' (11-esből) Pellegrino 36' Salvesen 58' Høibråten 61' Espejord 90+3' | (2–0) Jegyzőkönyv |          |

| Aspmyra Stadion, Bodø Játékvezető: Vad István (magyar) |

| 2022. augusztus 9. 18:00 (19:00 EEST) |

| Žalgiris     | 1–1               | Bodø/Glimt |
| ------------ | ----------------- | ---------- |
| Kyeremeh 39' | (1–0) Jegyzőkönyv | Mvuka 51'  |

| LFF Stadium, Vilnius Játékvezető: Sandro Schärer (svájci) |

| 2022. augusztus 3. 20:45 |

| Crvena zvezda                              | 5–0               | Pjunik |
| ------------------------------------------ | ----------------- | ------ |
| Bukari 29' 44' 70' Kangwa 33' Mitrović 77' | (3–0) Jegyzőkönyv |        |

| Crvena zvezda stadion, Belgrád Játékvezető: Artur Soares Dias (portugál) |

| 2022. augusztus 9. 19:00 (21:00 AMT) |

| Pjunik | 0–2               | Crvena zvezda                   |
| ------ | ----------------- | ------------------------------- |
|        | (0–1) Jegyzőkönyv | Kanga 44' (11-esből) Pavkov 60' |

| Vazgen Sargsyan Republican Stadium, Jereván Játékvezető: William Collum (skót) |

| 2022. augusztus 2. 20:00 |

| Monaco     | 1–1               | PSV Eindhoven |
| ---------- | ----------------- | ------------- |
| Disasi 80' | (0–1) Jegyzőkönyv | Veerman 38'   |

| II. Lajos Stadion, Monaco Játékvezető: Davide Massa (olasz) |

| 2022. augusztus 9. 20:30 |

| PSV Eindhoven                          | 3–2 (h. u.)                 | Monaco                     |
| -------------------------------------- | --------------------------- | -------------------------- |
| Veerman 21' Gutiérrez 89' de Jong 109' | (1–0, 2–2, 2–2) Jegyzőkönyv | Maripán 58' Ben Yedder 70' |

| Philips Stadion, Eindhoven Játékvezető: Jesús Gil Manzano (spanyol) |

| 2022. augusztus 3. 20:00 |

| Dinamo Kijiv | 1–0               | Sturm Graz |
| ------------ | ----------------- | ---------- |
| Karavaev 28' | (1–0) Jegyzőkönyv |            |

| Stadion Miejski im. Władysława Króla, Łódź, Lengyelország Játékvezető: François Letexier (francia) |

| 2022. augusztus 9. 20:30 |

| Sturm Graz  | 1–2 (h. u.)                 | Dinamo Kijiv                  |
| ----------- | --------------------------- | ----------------------------- |
| Højlund 27' | (1–0, 1–0, 1–1) Jegyzőkönyv | Vivcharenko 97' Cihankov 112' |

| Liebenauer Stadion, Graz Játékvezető: Ivan Kružliak (szlovák) |

| 2022. augusztus 2. 20:45 |

| Union Saint-Gilloise             | 2–0               | Rangers |
| -------------------------------- | ----------------- | ------- |
| Teuma 27' Vanzeir 76' (11-esből) | (1–0) Jegyzőkönyv |         |

| Den Dreef, Leuven Játékvezető: Irfan Peljto (bosznia-hercegovinai) |

| 2022. augusztus 9. 20:45 (19:45 BST) |

| Rangers                                        | 3–0               | Union Saint-Gilloise |
| ---------------------------------------------- | ----------------- | -------------------- |
| Tavernier 45' (11-esből) Čolak 58' Tillman 79' | (1–0) Jegyzőkönyv |                      |

| Ibrox Stadion, Glasgow Játékvezető: Anasztásziosz Szidirópulosz (görög) |

| 2022. augusztus 2. 21:00 (20:00 WEST) |

| Benfica                         | 4–1               | Midtjylland          |
| ------------------------------- | ----------------- | -------------------- |
| Ramos 17' 33' 61' Fernández 40' | (3–0) Jegyzőkönyv | Sisto 77' (11-esből) |

| Estádio da Luz, Lisszabon Játékvezető: Alejandro Hernández Hernández (spanyol) |

| 2022. augusztus 9. 19:45 |

| Midtjylland | 1–3               | Benfica                                |
| ----------- | ----------------- | -------------------------------------- |
| Sisto 63'   | (0–1) Jegyzőkönyv | Fernández 23' Araújo 56' Gonçalves 88' |

| Randers Stadion, Randers Játékvezető: Srđan Jovanović (szerb) |

## Rájátszás
A rájátszás sorsolását 2022. augusztus 1-jén, 12 órától tartották.

### Rájátszás, kiemelés
A rájátszásban összesen 12 csapat vett részt, kettéosztva a bajnoki ágon és a nem bajnoki ágon. 
- Bajnoki ág: 2 csapat lépett be ebben a körben és 6 továbbjutó volt a 3. selejtezőkörből.
- Nem bajnoki ág: 4 továbbjutó volt a 3. selejtezőkörből.

A kiemelés a klubok 2022-es együtthatói alapján történt. A sorsolás időpontjában a 3. selejtezőkör győztesei ismeretlenek voltak, ezért a párosítások legmagasabb együtthatóit használták. A bajnoki ágon a csapatokat két csoportra osztották. Az orosz és ukrán csapat nem játszhatott egymás ellen. Az elsőként kisorsolt csapat volt az első mérkőzés pályaválasztója.
- T: A 3. selejtezőkörből továbbjutott csapat, a sorsoláskor nem volt ismert.
- A dőlt betűvel írt csapatok a 3. selejtezőkörben egy magasabb együtthatóval rendelkező csapat ellen győztek, és az ellenfél együtthatóját hozták magukkal.

| Bajnoki ág                                                               | Bajnoki ág                                                       |
| Kiemelt                                                                  | Nem kiemelt                                                      |
| ------------------------------------------------------------------------ | ---------------------------------------------------------------- |
| - Dinamo Zagreb (T) - Crvena zvezda (T) - København - Viktoria Plzeň (T) | - Qarabağ (T) - Bodø/Glimt (T) - Makkabi Haifa (T) - Trabzonspor |

| Nem bajnoki ág              | Nem bajnoki ág                         |
| Kiemelt                     | Nem kiemelt                            |
| --------------------------- | -------------------------------------- |
| - Benfica (T) - Rangers (T) | - Dinamo Kijiv (T) - PSV Eindhoven (T) |

### Rájátszás, párosítások
Az első mérkőzéseket augusztus 16-án és 17-én, a második mérkőzéseket augusztus 23-án és 24-én játszották. A párosítások győztesei a csoportkörbe jutottak. A vesztes csapatok az Európa-liga csoportkörébe kerültek.
| 1. csapat      | Össz.Tooltip Aggregate score | 2. csapat      | 1. mérk. | 2. mérk.   |
| -------------- | ---------------------------- | -------------- | -------- | ---------- |
| Bajnoki ág     |                              |                |          |            |
| Qarabağ        | 1–2                          | Viktoria Plzeň | 0–0      | 1–2        |
| Bodø/Glimt     | 2–4                          | Dinamo Zagreb  | 1–0      | 1–4 (h.u.) |
| Makkabi Haifa  | 5–4                          | Crvena zvezda  | 3–2      | 2–2        |
| København      | 2–1                          | Trabzonspor    | 2–1      | 0–0        |
| Nem bajnoki ág |                              |                |          |            |
| Dinamo Kijiv   | 0–5                          | Benfica        | 0–2      | 0–3        |
| Rangers        | 3–2                          | PSV Eindhoven  | 2–2      | 1–0        |

### Rájátszás, mérkőzések
| 2022. augusztus 17. 18:45 (20:45 AZT) |

| Qarabağ | 0–0         | Viktoria Plzeň |
| ------- | ----------- | -------------- |
|         | Jegyzőkönyv |                |

| Tofik Bahramov Stadion, Baku Játékvezető: Slavko Vinčić (szlovén) |

| 2022. augusztus 23. 21:00 |

| Viktoria Plzeň        | 2–1               | Qarabağ    |
| --------------------- | ----------------- | ---------- |
| Kopic 58' Kliment 73' | (0–1) Jegyzőkönyv | Ozobić 38' |

| Doosan Arena, Plzeň Játékvezető: Artur Soares Dias (portugál) |

| 2022. augusztus 16. 21:00 |

| Bodø/Glimt     | 1–0               | Dinamo Zagreb |
| -------------- | ----------------- | ------------- |
| Pellegrino 37' | (1–0) Jegyzőkönyv |               |

| Aspmyra Stadion, Bodø Játékvezető: Danny Makkelie (holland) |

| 2022. augusztus 24. 21:00 |

| Dinamo Zagreb                                | 4–1 (h. u.)                 | Bodø/Glimt  |
| -------------------------------------------- | --------------------------- | ----------- |
| Oršić 4' Petković 35' Drmić 117' Bočkaj 120' | (2–0, 2–1, 2–1) Jegyzőkönyv | Grønbæk 70' |

| Stadion Maksimir, Zágráb Játékvezető: Antonio Mateu Lahoz (spanyol) |

| 2022. augusztus 17. 21:00 (22:00 IDT) |

| Makkabi Haifa             | 3–2               | Crvena zvezda       |
| ------------------------- | ----------------- | ------------------- |
| Pierrot 18' 51' Chery 61' | (1–2) Jegyzőkönyv | Pešić 27' Kanga 39' |

| Sammy Ofer Stadion, Haifa Játékvezető: Carlos del Cerro Grande (spanyol) |

| 2022. augusztus 23. 21:00 |

| Crvena zvezda        | 2–2               | Makkabi Haifa                     |
| -------------------- | ----------------- | --------------------------------- |
| Pešić 27' Ivanić 43' | (2–1) Jegyzőkönyv | Sundgren 45+5' Pavkov 90' (öngól) |

| Crvena zvezda stadion, Belgrád Játékvezető: Anthony Taylor (angol) |

| 2022. augusztus 16. 21:00 |

| København               | 2–1               | Trabzonspor   |
| ----------------------- | ----------------- | ------------- |
| Claesson 9' Lerager 48' | (1–0) Jegyzőkönyv | Bakasetas 79' |

| Parken Stadion, Koppenhága Játékvezető: Michael Oliver (angol) |

| 2022. augusztus 24. 21:00 (22:00 TRT) |

| Trabzonspor | 0–0         | København |
| ----------- | ----------- | --------- |
|             | Jegyzőkönyv |           |

| Şenol Güneş Sports Complex, Trabzon Játékvezető: Danny Makkelie (holland) |

| 2022. augusztus 17. 21:00 |

| Dinamo Kijiv | 0–2               | Benfica               |
| ------------ | ----------------- | --------------------- |
|              | (0–2) Jegyzőkönyv | Gilberto 9' Ramos 37' |

| Stadion Miejski im. Władysława Króla, Łódź, Lengyelország Játékvezető: Felix Zwayer (német) |

| 2022. augusztus 23. 21:00 (20:00 WEST) |

| Benfica                             | 3–0               | Dinamo Kijiv |
| ----------------------------------- | ----------------- | ------------ |
| Otamendi 27' R. Silva 40' Neres 42' | (3–0) Jegyzőkönyv |              |

| Estádio da Luz, Lisszabon Játékvezető: Clément Turpin (francia) |

| 2022. augusztus 16. 21:00 (20:00 BST) |

| Rangers                | 2–2               | PSV Eindhoven          |
| ---------------------- | ----------------- | ---------------------- |
| Čolak 40' Lawrence 70' | (1–1) Jegyzőkönyv | Sangaré 37' Obispo 78' |

| Ibrox Stadion, Glasgow Játékvezető: Daniele Orsato (olasz) |

| 2022. augusztus 24. 21:00 |

| PSV Eindhoven | 0–1               | Rangers   |
| ------------- | ----------------- | --------- |
|               | (0–0) Jegyzőkönyv | Čolak 60' |

| Philips Stadion, Eindhoven Játékvezető: Szymon Marciniak (lengyel) |